# فردریک بنتینگ
فردریک بنتینگ پزشک، زیست‌شناس و نقاش اهل کانادا است او اولین کسی بود که انسولین را  روی انسان با موفقیت استفاده کرد و به همین سبب برنده جایزه نوبل فیزیولوژی و پزشکی در سال ۱۹۲۳ شد.

## زندگی
فردریک بنتینگ در ۱۴ نوامبر ۱۸۹۱ در الیستون، انتاریو کانادا متولد شد. او پس از پایان دوره تحصیلات مقدماتی در سال ۱۹۱۰ وارد کالج ویکتوریا شد که زیر نظر دانشگاه تورنتو قرار داشت. وی در این کالج به تحصیل هنر پرداخت. اما سال اول تحصیل نتوانست نمرات قابل قبولی را کسب کند و به همین خاطر سال بعد در امتحان ورودی رشته پزشکی شرکت کرد و سال ۱۹۱۲ در رشته پزشکی پذیرفته شد.

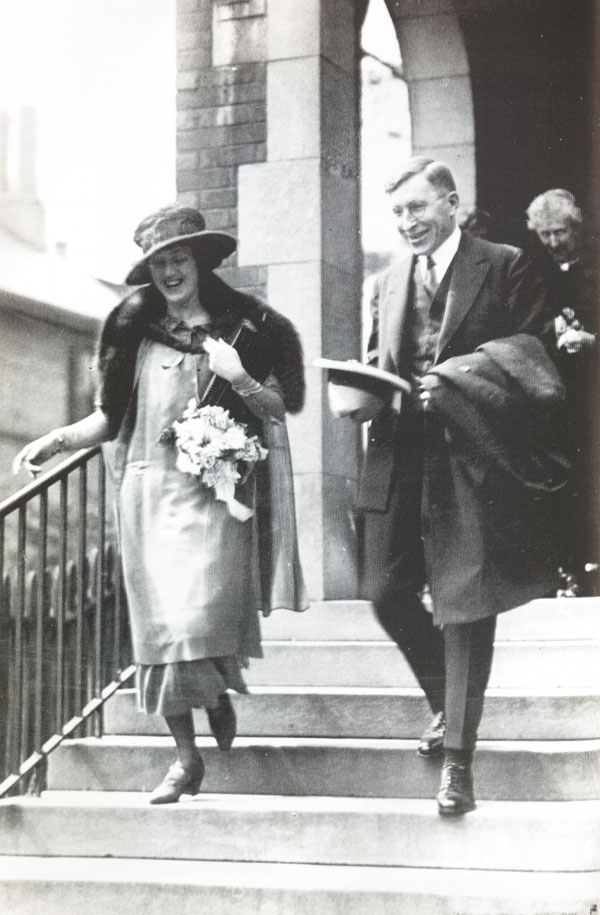
بنتینگ و همسرش

فردریک بنتینگ در سال ۱۹۱۴ و در خلال جنگ جهانی اول داوطلب شد تا به ارتش بپیوندد. نخست به خاطر ضعف بینایی درخواست وی رد شد ولی با پیگیری فراوان سرانجام توانست وارد ارتش شود و تا سال ۱۹۱۶ به عنوان پزشک در ارتش خدمت کرد و در نبردی در نزدیکی کامبرای در ۲۸ سپتامبر ۱۹۱۸ در هاین کورت، فرانسه بازویش مجروح شد و با وجود بریدگی شاهرگ و جراحت شدید تا ۱۶ ساعت پس از صدمه دیدن نیز به کمک سایر مجروحان به عنوان پزشک ادامه داد تا اینکه سایر پزشکان وی را مجبور به توقف کار و استراحت کردند. بنتینگ سال ۱۹۱۹ مدال صلیب نظامی شجاعت و افتخار قهرمان جنگ را دریافت کرد. در توضیح این مدال که او بخاطر مشارکت در نبرد کامبرای دریافت کرد، گفته شده که او راه خود را در میان «بارش شدید گلوله و خمپاره» ادامه داد تا به گردانی برسد که پزشکشان زخمی شده بود. در حالی که به سربازها رسیدگی می‌کرد، خود نیز زخمی شد و «برخلاف تقاضای خودش برای ماندن در جبهه، او را از جبهه خارج کردند».
پس از پایان جنگ جهانی اول بنتینگ به کانادا بازگشت تا تحصیلات پزشکی خود را تکمیل کند. در خلال سال‌های ۱۹۱۹ تا ۱۹۲۲ به تحصیل در رشتهٔ جراحی استخوان پرداخت و دکترای خود را سال ۱۹۲۲ کسب کرد.

## کشف انسولین
مهمترین دستاورد بنتینگ به کشف داروی انسولین و نخستین آزمایش این دارو بر روی انسان بازمی‌گردد. پایداری بنتینگ در جنگ که نشان از اراده عظیم او داشت، در پیش بردن ایده‌هایش در تولید انسولین در وسعتی که بتوان از آن برای کنترل قند خون در افراد مبتلا به دیابت استفاده شود کمک کرد. فردریک بنتینگ در سال ۱۹۲۲ توانست به همراه دستیارش، دکتر چارلز بست داروی انسولین را کشف کند و اولین آزمایش موفق این دارو را روی انسان انجام دهد. برخی معتقدند که ایده‌ها و آزمایش‌های بنتینگ داستان تولید انسولین است. عده‌ای دیگر معتقدند که آزمایش‌هایی که او بر روی سگ‌ها انجام داد بی‌رحمانه و غیرضروری بوده‌اند؛ ولی به سختی می‌توان انکار کرد که دسترسی گسترده افراد مبتلا به دیابت به انسولین، ریشه در فعالیت‌های او در تورونتو در سال‌های ۱۹۲۱ و ۱۹۲۲ دارد.
اَنسولین یکی از هورمون‌هایی است که تأثیرات مختلفی در متابولیسم و دیگر اعمال بدن می‌گذارد. این ماده با اثر به سلول‌های کبد باعث می‌شود این سلول‌ها گرفتن قند از خون و ذخیرهٔ آن به صورت گلیکوژن را کاهش دهند. در صورت نبود یا کمبود انسولین در خون، بدن از چربی به عنوان منبع سوخت استفاده می‌کند. انسولین به عنوان مرکز کنترل متابولیسم بدن عمل می‌کند. داروی انسولین یکی از حیاتی‌ترین داروهای مورد نیاز بیماران دیابتی نوع اول و دوم است و زندگی این افراد به این دارو وابسته است.
بنتینگ با مسدود کردن مجراهای پانکراس سگ‌های آزمایشگاهی توانست مانع تخریب سلول‌های تولیدکننده انسولین در پانکراس توسط مواد شیمیایی گوارشی شود، تا بتوان انسولین را استخراج کرد. او بعدها پیشنهاد کرد برای این کار از پانکراس جنین گاو استفاده شود که هنوز کارایی گوارشی پیدا نکرده است.
داروی انسولین توانسته است جان بسیاری از انسان‌ها را نجات دهد و امید را به بیماران قندی بازگرداند. دکتر السدر رنکین، رئیس مطالعات دیابت در بریتانیا، می‌گوید: «کاری که او کرد، جان میلیون‌ها نفر را نجات داده یا بهبود بخشیده است.»

## جوایز و بزرگداشت
بنیاد نوبل سال ۱۹۲۳ جایزه نوبل پزشکی را به او اهدا کرد. بنتینگ جوان‌ترین برنده جایزه نوبل پزشکی بود. زاد روز او، ۱۴ نوامبر، به عنوان روز جهانی دیابت نامگذاری شده و گودالی در کره ماه نیز به اسم او نامگذاری کرده‌اند. او همچنین ده‌ها نشان افتخار و جوایز آکادمیک دیگر نیز کسب کرد.

## درگذشت
فردریک بنتینگ از جنگ جهانی اول جان سالم به در برد، ولی جنگ جهانی دوم جان او را گرفت. او در ۲۱ فوریه سال ۱۹۴۱ در ۴۹ سالگی در مسیر سفر به بریتانیا برای انجام آزمایش‌هایی بر روی یک لباس خلبانی، به خاطر جراحات وارده در یک سانحه هوایی دیده از جهان فروبست.